# تمثال الشهداء (بيروت)

تمثال الشهداء

تمثال الشهداء هو تمثال تذكاري نحته النحات الإيطالي مارينو مازاكور في ساحة الشهداء في قلب وسط بيروت، لبنان. تم افتتاحه عام 1960م.

## نظرة عامة
تم بناء التمثال التذكاري على شرف الشهداء الذين أُعدموا في ساحة الشهداء في عام 1916 ، بأمر من الوالي العثماني جمال باشا.

## أعمال بناء

ساحة الشهداء 1982

في عام 1930م، عرضت ساحة الشهداء أول تمثال تذكاري في ذكرى القوميين اللبنانين والعرب الذين أعُدموا خلال الحرب العالمية الأولى بناء على أوامر من الوالي العثماني جمال باشا. ومثل العمل الفني الذي قام به يوسف حويك امرأتين، إحداهما مسلمة والأخرى مسيحية يداً بيد في لفتة رمزية على تابوت. في عام 1956م، وضع الرئيس كميل شمعون حجر الأساس لنصب تذكاري للمهندس المعماري سامي عبد الباقي. في الوقت الحاضر تم إنشاء تمثال الشهداء الذي يبلغ ارتفاعه أربعة أمتار والذي يزين الساحة من قبل الفنان الأيطالي مارينو مازاكوراتي، وافتتحه الرئيس فؤاد شهاب في عام 1960م. وقد تم تدمير تمثال الشهداء في الحرب الأهلية (1975-1990)، تم تدمير تمثال الشهداء في عام 1996م، وتم ترميمه في جامعة الروح القدس الكسليك.

## التاريخ
سميت ساحة الشهداء نسبة للشهداء الذين أعدموا هناك عام 1916م، في آخر سنوات الحكم العثماني. تعرض الساحة تمثال بُني على شرفهم. في عام 1930م، أثناء الانتداب الفرنسي، أقيم أول تمثال تذكاري على الساحة في ذكرى القوميين اللبنانين والعرب الذين أعدموا أثناء الحرب العالمية الأولى بناء على أوامر من الوالي العثماني جمال باشا. ومثل العمل الفني الذي قام به يوسف حويك امرأتين، إحداهما مسلمة والأخرى مسيحية يداً بيد في لفتة رمزية على تابوت. في عام 1956م، وضع الرئيس كميل شمعون حجر الأساس لنصب تذكاري للمهندس المعماري سامي عبد الباقي. كان يتألف من قوس يرتفع فوق مسلة، لكنه لم يتحقق. في الوقت الحاضر تم إنشاء تمثال الشهداء الذي يبلغ ارتفاعه أربعة أمتار والذي يزين الساحة من قبل الفنان الأيطالي مارينو مازاكوراتي، وافتتحه الرئيس فؤاد شهاب في عام 1960م. وقد تم تدمير تمثال الشهداء في الحرب الأهلية (1975-1990)، تم تدمير تمثال الشهداء في عام 1996م، وتم ترميمه في جامعة الروح القدس الكسليك.

## الجدول الزمني
عام 1930م: أقيم أول تمثال تذكاري في ساحة الشهداء في ذكرى القوميين اللبنانيين والعرب الذين أعدمهم العثمانيون خلال الحرب العالمية الأولى.
عام 1956م: وضع الرئيس كميل شمعون حجر الأساس للتمثال التذكاري الذي صممه المهندس المعماري سامي عبد الباقي والذي لم يتحقق.
عام 1960م: افتتح الرئيس فؤاد شهاب التمثال الجديد للشهداء الذي صممه الأيطالي مارينو مازاكوراتي.
عام 1996م: تم تفكيك التمثال وإعادة ترميمه من قبل جامعة الروح القدس الكسليك.

## صور

النصب التذكاري في ساحة الشهداء للنحات الإيطالي مارينو مازاكوراتي ...
افتتح في البداية في عام 1960.
تحيي ذكرى إعدام مجموعة من الطوائف الوطنية اللبنانية ...
الذين تحدثوا ضد الحكم التركي من قبل العثماني جمال باشا في عام 1916.
تقرر الحفاظ على آثار الحرب الأهلية كتذكير.